# إسكندر قبطي
إسكندر قبطي (1975-) هو مخرج أفلام فلسطيني، ولد ونشأ في يافا. أمه، مريم، هي معلمة ومديرة مدرسة يافا العربية الديمقراطية، ووالده، إيليا، يعمل نجارًا. حصل قبطي على شهادة البكالوريوس من كلية الهندسة الميكانيكية في التخنيون. فاز فيلمه الطويل الأول الطويل «عجمي» بجائزة أوفير الإسرائيلية، وجائزة «الكاميرا الخاصة» في مهرجان كان السينمائي. كما تم ترشيح فيلمه لجوائز الأوسكار في الدورة الثانية والثمانين في خانة أفضل فيلم أجنبي، وقد فاز بأكثر من 15 جائزة في جميع أنحاء العالم. وعمل قبطي في السابق في مجال دراسته مهندسًا ميكانيكيًا، كما كتب وأخرج وحرر العديد من الأفلام القصيرة الخيالية والوثائقية والتجريبية. كان قبطي أحد أعضاء لجنة تحكيم مهرجان تريبيكا السينمائي وكذلك في مهرجان سالونيك السينمائي في عام 2010 ورئيس جائزة حقوق الإنسان في مهرجان إسطنبول الدولي للأفلام في عام 2011. وكان من بين أعضاء الفريق الذين أطلقوا مهرجان الدوحة تريبيكا السينمائي وأسسوا لمعهد الدوحة للأفلام (DFI)، حيث ترأس قسم التعليم في DFI حتى نوفمبر 2011.

## السيرة
ولد قبطي ونشأ في يافا. والدته ماري تعمل في مجال التربية ووالده إيليا يعمل في مجال النجارة.
حصل قبطي على درجة البكالوريوس من كلية الهندسة الميكانيكية في معهد التخنيون معهد إسرائيل للتكنولوجيا. درس التمثيل والإخراج في مسرح التخنيون ومثل (باللغة العربية) في مسرحية "نهاية نهاية" للمخرج أورييل زوهار عام 2001 في التخنيون وفي مهرجان القدس. كان في السابق مهندسًا ميكانيكيًا كما كتب وأخرج وحرر العديد من الأفلام القصيرة الخيالية والوثائقية والتجريبية.
يعيش قبطي مع عائلته في أبو ظبي ويدرس السينما في فرع محلي لجامعة نيويورك ويصنع الأفلام والفن.

## الحياة مهنية
قام قبطي بتصوير مقطع فيديو بعنوان الحقيقة مع رابح بخاري في عام 2003. يزور فلسطينيان من يافا مواقع غير سياحية في المدينة ويسردان "تاريخ" المكان وكأنهما مرشدان سياحيان يقدم سلسلة من الحوارات المتناقضة بين رجلين حول قصص خيالية تحيط بالعديد من المواقع والتي تصبح فيها هذه المواقع أماكن مقدسة. استخدم كوبتي التوتر في الحبكة للتحدث وإنشاء سرد تاريخي كنقطة محورية في قطعة الفيديو هذه. وقد أثار قبطي وبخاري تساؤلات حول الحاضر والماضي وإعادة كتابة الكلمات حتى نتمكن من العيش مع الستين عاماً من الزمن المنهوب عاماً واحداً. وبحسب تال بن تسفي فإن هذا العمل الفيديوي يطرح قضية الذاكرة والتذكر والنسيان في الثقافة الفلسطينية بشكل عام وفي مدينة يافا بشكل خاص ولكن من المفارقات أن هذا لا يولد سردًا وطنيًا فلسطينيًا ذا معنى وتمثيليًا.
انكشفت الصعوبات التي يواجهها الفلسطينيون العرب الإسرائيليون الذين يصنعون أفلامًا بتمويل إسرائيلي بوضوح عندما أخرج قبطي فيلمه الروائي الطويل الأول "عجمي" (2009) مع المخرج الإسرائيلي يارون شاني والذي رشح لجائزة الأوسكار وفاز بجائزة أوفير في إسرائيل وجائزة الكاميرا الذهبية الخاصة في مهرجان كان السينمائي . كما ترشيح فيلمه لجوائز الأوسكار الثانية والثمانين في فئة أفضل فيلم أجنبي وفاز بأكثر من 15 جائزة عالميًا. "عجمي" هي قصة حي عربي في مدينة يافا حيث العنف والكراهية يشكلان واقعًا يوميًا. كان أساس الفيلم هو التقاط رد الفعل تجاه قمع الدولة والشعور باستحالة تحقيق العدالة من خلال النظر إلى الكيفية التي يصبح بها العنصر الإجرامي نموذجًا يحتذى به للشباب في يافا.
في مقابلة مع القناة الثانية قال قبطي : "الفيلم لا يمثل إسرائيل لأنني لا أستطيع تمثيل دولة إسرائيل ولا أستطيع تمثيل دولة لا تمثلني". وأضاف قبطي أنه كان مهتمًا أكثر بكيفية جذب الفيلم لأكثر من 200 ألف شخص إلى دور السينما وهو الإنجاز الحقيقي وليس الفوز بجائزة الأوسكار إذ أراد من خلال الفيلم أن يشرح للناس حقيقة العرب في إسرائيل. وأضاف : "ليس فقط لهذا السبب لدي مشكلة في تمثيل إسرائيل المشكلة ليست فقط أنه لا يوجد استعداد للتعامل مع القضايا ولكن الناس يفضلون بسرعة كبيرة ببساطة نفي الجانب الآخر." ومع ذلك قال المخرج الإسرائيلي المشارك شاني : "إنه فيلم إسرائيلي وهو يمثل ويتحدث اللغة الإسرائيلية ويتعامل مع المشاكل المتعلقة بإسرائيل".
كما صرحت ليمور ليفنات وزيرة الرياضة والثقافة
باسم الحرية الفنية والتعددية، خُصصت ميزانية للفيلم تزيد عن 12 مليون شيكل. من المحزن أن يتجاهل مخرجٌ تدعمه الدولة من ساعدوه في إبداعه والتعبير عن نفسه.— ليمور ليفنات
وبحسب ديفيد سارانج فإن "عجمي" يمثل الحرية الفنية لإسرائيل والتي تعد مفتاحاً لكل الإبداع الثقافي الإسرائيلي. وعلاوة على ذلك وعلى النقيض مما أعلنه كوبتي أمام كاميرات القناة الثانية فإنه قد لا يمثل إسرائيل ولكن فيلمه يمثلها بالفعل.
في مايو 2018 أدار كوبتي شركة براءات اختراع القبطية في معرض بيت هاجيفن حيفا إسرائيل لمدة ثلاثة أشهر. تقوم الشركة بتصنيع وتسويق منتجات ذكية مصممة لحل المشاكل الاجتماعية والثقافية العالمية وخاصة المجتمع الفلسطيني. وفقًا للموقع الإلكتروني "تتمثل مهمة القبطية في التعامل مع القضايا الرئيسية المدرجة على جدول أعمال المجتمعات العربية وتعزيز البحث والتطوير في مجالات السلام والتعايش وعدم المساواة بين الجنسين والتضامن الاجتماعي."

## فيلموغرافيا

### مخرج
- 2024: عطلات سعيدة
- 2018: لصق(فيديو قصير)
- 2018: القبطية(مشروع فيديو قصير/منتج من القبطية)
- 2018:كاشغر (مشروع فيديو قصير/منتج من القبطية)
- 2018: شيشيتي (فيديو قصير/مشروع منتج من القبطية)
- 2018: "جوني ماشي" (فيديو موسيقي لتامر نفار )
- 2015: "دام: من أنت" (فيديو موسيقي)
- 2009: عجمي
- 2008: سي أف جيه1 (فيلم وثائقي قصير)
- 2003: الحقيقة (فيديو قصير)

### الكاتب
- 2024: أعياد سعيدة (فاز بالجائزة الكبرى يوم الأحد في مهرجان سالونيك السينمائي 2024)[25]
- 2018: لصق(فيديو قصير)
- 2018: القبطية(مشروع فيديو قصير/منتج من القبطية)
- 2018: كاشغر (مشروع فيديو قصير/منتج من القبطية)
- 2018: شيشيتي (فيديو قصير/مشروع منتج من القبطية)
- 2018: "جوني ماشي" (فيديو موسيقي) (فكرة أصلية)
- 2015: "دام: من أنت" (فيديو موسيقي) (سيناريو)
- 2009: عجمي (كاتب)
- 2003: الحقيقة (فيديو قصير) (كاتب)

### الممثل
- 2016: التجارة العادلة (قصيرة)
- 2013: فيديوهات المدفونين أحياءً (قصيرة)
- 2009: عجمي
- 2006: شالوش إيماؤوت

### المنتج
- 2018: لصق(فيديو قصير)
- 2018: القبطية(مشروع فيديو قصير/منتج من القبطية)
- 2018: كاشغر (مشروع فيديو قصير/منتج من القبطية)
- 2018: شيشيتي (فيديو قصير/مشروع منتج من القبطية)
- 2009: عجمي (كاتب)
- 2003: الحقيقة (فيديو قصير) (كاتب)

## جوائز
جائزة النجمة الذهبية في المهرجان الدولي للفيلم في مراكش 2024 عن فيلمه "ينعاد عليكو".

## روابط خارجية
- إسكندر قبطي على موقع IMDb (الإنجليزية)
- إسكندر قبطي على موقع ألو سيني (الفرنسية)
- إسكندر قبطي على موقع أول موفي (الإنجليزية)
- إسكندر قبطي على موقع قاعدة بيانات الأفلام السويدية (السويدية)
- إسكندر قبطي على موقع قاعدة بيانات الفيلم (الإنجليزية)
- إسكندر قبطي على موقع كينوبويسك (الروسية)

- إسكندر قبطي في قاعدة بيانات الأفلام على الإنترنت